# Cheryl Araujo
 (décembre 2017).
Si vous disposez d'ouvrages ou d'articles de référence ou si vous connaissez des sites web de qualité traitant du thème abordé ici, merci de compléter l'article en donnant les références utiles à sa vérifiabilité et en les liant à la section « Notes et références ».
Cheryl Ann Araujo, née le 28 mars 1961 et morte le 14 décembre 1986, est une Américaine d'origine portugaise, connue pour avoir été victime d'un viol commis par quatre hommes. 
Aux États-Unis, l'affaire a eu un retentissement national. C'est en 1983, à l'âge de 21 ans, que Cheryl Araujo a été violée par un groupe de quatre hommes dans une auberge de New Bedford, au Massachusetts, tandis que d'autres clients regardaient mais ne sont pas intervenus. Pendant l'accusation, les avocats des accusés ont tellement interrogé Cheryl Araujo sur sa vie privée et ses occupations personnelles que l'affaire est devenue l'illustration de l'attitude qui consiste à blâmer et culpabiliser les victimes de viol. L'affaire du viol de Cheryl Araujo est aussi connue sous le nom de « viol de Big Dan », d’après le nom de la taverne où le viol s'est produit. À la suite de l'affaire, Cheryl Araujo a quitté New Bedford du fait de l'ostracisme qu'elle y subissait et a emménagé avec sa famille à Miami, en Floride, dans l'espoir de commencer une nouvelle vie.
Elle mourut quelques années plus tard dans un accident de voiture en état d'ébriété. À l'époque, son histoire a engendré un débat national sur la publicité entourant les affaires judiciaires et la diffusion de l'identité des victimes. Certains États ont en effet adopté des lois pour protéger l'identité des victimes de viol et plusieurs affaires judiciaires ont été amenées à statuer sur des problèmes d'actualité, de liberté de la presse et d'intérêt public, ainsi que de protection de la vie privée. La vie de Cheryl Araujo a inspiré un film, sorti en 1988, Les Accusés.

## Viol
Le 6 mars 1983, après avoir mis ses deux filles au lit, à la suite de la fête d'anniversaire de sa fille aînée, Cheryl Araujo décide de quitter sa maison à New Bedford pour acheter des cigarettes. Comme le bureau de tabac où elle avait l'habitude de se rendre était fermé, elle s'arrêta dans une taverne du nom de Big Dan. Sur place, deux hommes l'ont accostée pour lui proposer de rentrer avec eux. Face à son refus, un troisième homme l'a attrapée par derrière et l'a jetée sur la table de billard du bar. Elle a été dépouillée des habits qu'elle portait sous sa taille et plusieurs hommes l'ont violée l'un après l'autre. D'après le témoignage initial que Cheryl Araujo a fait à la police, elle a entendu des gens « rire, applaudir, hurler » durant le viol, mais personne n'a répondu à ses appels à l'aide. Comme Cheryl Araujo semble l'avoir admis plus tard, ceux qui encourageaient le viol constituaient un petit groupe de personnes. Il n'y avait pas beaucoup de gens qui ont assisté à la scène de viol. Finalement, Cheryl Araujo est parvenue à repousser ses agresseurs et à s'enfuir. Elle a alors couru à moitié nue dans la rue, en criant qu'elle avait été violée. Trois collégiens qui roulaient dans une camionnette se sont arrêtés et sont venus à sa rescousse. Ils l'ont conduite à l'hôpital le plus proche.[réf. nécessaire]

## Procès
Six hommes ont été initialement accusés du viol, bien que seulement quatre d'entre eux, Victor Raposo, John Cordeiro, Joseph Vieira et Daniel Silva, aient finalement été condamnés. Deux procès distincts ont été menés pour éviter que les hommes ne témoignent les uns contre les autres pendant le procès. Les deux procès ont fait l'objet d'une médiatisation internationale. De plus, les membres de la communauté portugaise ont dénoncé l'éclosion d'un sentiment anti-portugais et l'augmentation de la discrimination à leur égard, du fait de cette affaire.
En outre, la couverture médiatique et le procès ont apporté un éclairage nouveau sur la manière dont les victimes sont traitées dans les affaires de viol. Durant l'instruction, les avocats de la défense ont interrogé Cheryl Araujo sur sa vie personnelle, suggérant qu'elle avait eu sa part de responsabilités en suscitant le désir chez les quatre accusés les incitant au viol, allant jusqu'à suggérer qu'elle n'avait eu que ce qu'elle méritait. Le procès a été couvert en direct à la télévision et le nom de Cheryl Araujo diffusé dans tous les États-Unis. La couverture télévisée du procès avait été autorisée par le tribunal. Cependant, celui-ci aurait pu empêcher que le nom de la victime ne soit communiqué. Or il n'en a rien fait. Ironie de l'histoire, par la suite le tribunal a critiqué la presse pour avoir diffusé le nom de Cheryl Araujo.
Les trois étudiants qui avaient amené Cheryl Araujo à l'hôpital ont aussi témoigné de son état de terreur lorsqu'ils l'ont rencontrée. Les quatre accusés ont été reconnus coupables de viol aggravé ; les accusations portées contre deux hommes supplémentaires ont été abandonnées. La plus lourde peine prononcée était de 6 ans et demi.

## Problématiques liées à la couverture médiatique du procès
Cette affaire a contribué au débat sur le fait de savoir si les victimes de viol avaient un droit à la vie privée en raison de la nature du crime qu'elles avaient subi. Le procureur a notamment pris position en déclarant que selon lui, les victimes de viol devraient être protégées en permettant que les procès se fassent à huis clos, afin de garantir leur droit à une vie privée. Il a aussi estimé que la publicité entourant les procès pour viol pouvait décourager les victimes de réclamer justice. À l'époque, l'affaire du viol de Big Dan a introduit une controverse considérable sur la publicité entourant les procès pour viol. Le procès du viol de Cheryl Araujo a en effet été énormément couvert par les émissions de télévision. Une étude a d'ailleurs noté que « la publication du nom d'une victime de viol empiète gravement sur les intérêts personnels de la victime et expose la victime à divers problèmes sociaux et psychologiques ».
Il y a eu un débat national sur la diffusion du nom de la victime, et le sénateur américain Arlen Specter de Pennsylvanie a tenu des audiences du sous-comité sur la question des procès télévisés après le jugement de l'affaire du viol du Big Dan. Les partisans de la diffusion des procès criminels ont estimé que les commentateurs auraient dû utiliser leur capacité d'édition pour supprimer le nom d'Araujo. Comme l'a noté Peter Kaplan, Specter a déclaré : « Il faut réfléchir sérieusement à la protection des droits des témoins et des accusés ». Il a ajouté : « Si cela était possible, il serait hautement souhaitable de téléviser des cas de viol, des cas de maltraitance d'enfants et d'autres crimes ». D'autres partisans de la diffusion des procès criminels ont également estimé qu'il était important de montrer le processus judiciaire.
D'autres préoccupations relatives à la couverture médiatique de cette affaire concernaient la répétition par la presse du premier rapport de police, sans attribution adéquate. Ils ont publié le témoignage initial de Cheryl Araujo qui relatait la présence d'une foule acclamant et encourageant le viol. Il a été constaté qu'il y avait moins d'hommes dans la taverne que ce qu'elle a déclaré à la police dans un premier temps. Au cours du procès, elle a déclaré que son agression avait provoqué un désarroi et déformé dans sa mémoire le nombre de personnes présentes. Mais le premier chiffre, qu'elle avait avancé à la police, du nombre de personnes ayant assisté à la scène de viol sans réagir a eu la vie dure et a continué à être relayé dans les médias, même après que des chiffres plus justes et factuels ont été publiés et diffusés.

## Vie après le procès et mort accidentelle
Après le procès, Cheryl Araujo a continué de vivre quelque temps à New Bedford. Mais elle était victime d'ostracisme. Elle a donc déménagé à Miami, en Floride, avec ses deux filles et leur père, afin de retrouver l'anonymat. Là-bas, Cheryl Araujo suivit une formation pour devenir secrétaire. Elle put commencer une nouvelle vie et crut retrouver un peu de bonheur, avant d'être responsable d'un drame qui, cette fois-ci, lui sera fatal. En effet, Cheryl Araujo est décédée le 14 décembre 1986, en perdant le contrôle de sa voiture alors qu'elle amenait ses filles à un spectacle de Noël. Sa voiture a heurté un poteau utilitaire. Ses filles ont été blessées. Cheryl Araujo avait 25 ans. Au moment de l'accident, son alcoolémie était de 0,29, au-dessus de la limite légale de 0,10. Selon un article de United Press International publié le 24 décembre 1986, « D'après les déclarations mardi d'un médecin légiste du comté de Dade, la femme qui a été violée par un gang dans un bar de New Bedford, Mass., il y a deux ans, conduisait en état d'ébriété, quand elle a été tuée dans un accident automobile »,

## Héritage
Le film dramatique et long métrage, Les Accusés, est vaguement basé sur cette affaire. Jodie Foster y joue le rôle d'une femme violée et Kelly McGillis, celui de la substitut du procureur entamant les poursuites judiciaires contre les auteurs du viol et les spectateurs complices. Dans une interview liée au film, l'actrice McGillis a reconnu qu'elle avait elle-même été violée. Elle a notamment évoqué sa longue lutte pour surmonter les traumatismes liés à ce viol, ainsi que son désir d'en parler publiquement pour aider les autres victimes.

## Voir également
L'arrêt de la Cour suprême des États-Unis Cox Broadcasting Corp. v. Cohn (en) (1975) défend la liberté de la presse de publier des informations (y compris les noms des victimes de viol) obtenues auprès de sources publiques.